# Ducati 1098/1198
La 1098 est un modèle de motocyclette de la marque italienne Ducati.
La 1098 est présentée lors du salon de Milan en novembre 2006. Elle remplace la 999.
Le design tranche avec les lignes anguleuse de sa devancière. Le look se rapproche plus de la 916. Elle abandonne le bras oscillant classique pour un nouveau monobras.
Le bicylindre en V ouvert à 90° de 1 099 cm3 développe 160 chevaux à 9 750 tr/min pour un couple de 12,5 mkg à 8 000 tr/min. Elle pèse seulement 173 kg.
La 1098 est équipée d'origine d'un système permettant d'acquérir des données sur le moteur lors d'une session sur circuit, et de les analyser sur un ordinateur, par l'intermédiaire d'une clef USB fournie.

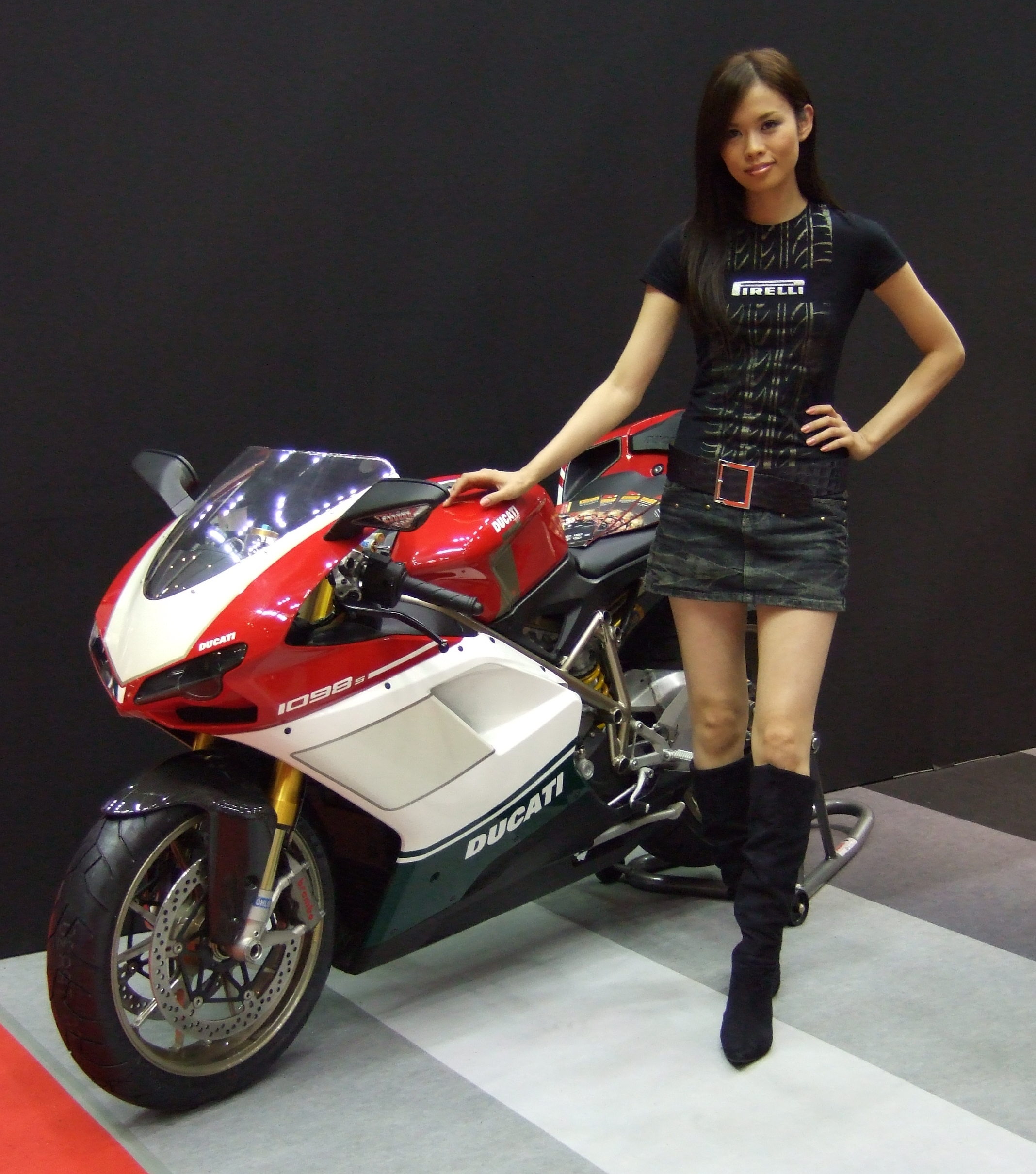
1098 S

Dès son lancement, elle est secondée par la 1098 S. Celle-ci propose des suspensions Öhlins à la place de la fourche et de l'amortisseur Showa, des jantes en aluminium forgé, de silencieux d'échappement Termignoni et de diverses pièces en carbone. Le poids est en baisse de 2 kg.
La 1098 R est dévoilée au salon de Milan 2007. Conçue afin d'homologuer la 1098 pour le championnat mondial de Superbike, la R possède un moteur de 1 198 cm3 avec des valeurs d'alésage et de course de chaque cylindre respectivement de 106 et 67,9 mm.

La puissance est portée à 180 chevaux et 13,7 mkg. Les suspensions sont signées Öhlins. Le bras oscillant est en aluminium. Le poids descend à 165 kg.
Elle inaugure un système d'antipatinage appelé DTC (Ducati Traction Control), fonctionnant avec l'échappement Termignoni vendu en option et destiné au circuit. Deux capteurs placés dans les roues analysent les variations de vitesses entre elles et coupent l'allumage le cas échéant. Le niveau de sensibilité est réglable en huit positions.
La 1098 R est disponible uniquement en rouge, avec des plaquages blancs entre les phares et la bulle, ainsi que sur les flancs de selle, rehaussés d'un filet doré, et des jantes Marchesini dorées. Elle est uniquement monoplace. Elle est vendue 35 000 €.

1098R Bayliss LE

Au cours de salon de Milan 2008, Ducati annonce la sortie de la 1098R Bayliss LE (pour Limited Edition édition limitée), commémorant la couronne de champion de Superbike de Troy Bayliss. Elle se pare d'une robe blanche et rouge, ornée d'un drapeau australien et du numéro 21, comme sur la moto de course de Troy lors de la manche portugaise.
C'est une édition limitée à 500 exemplaires. Elle est livrée avec une plaque numérotée, un échappement de compétition Termignoni, une béquille de stand, une housse.

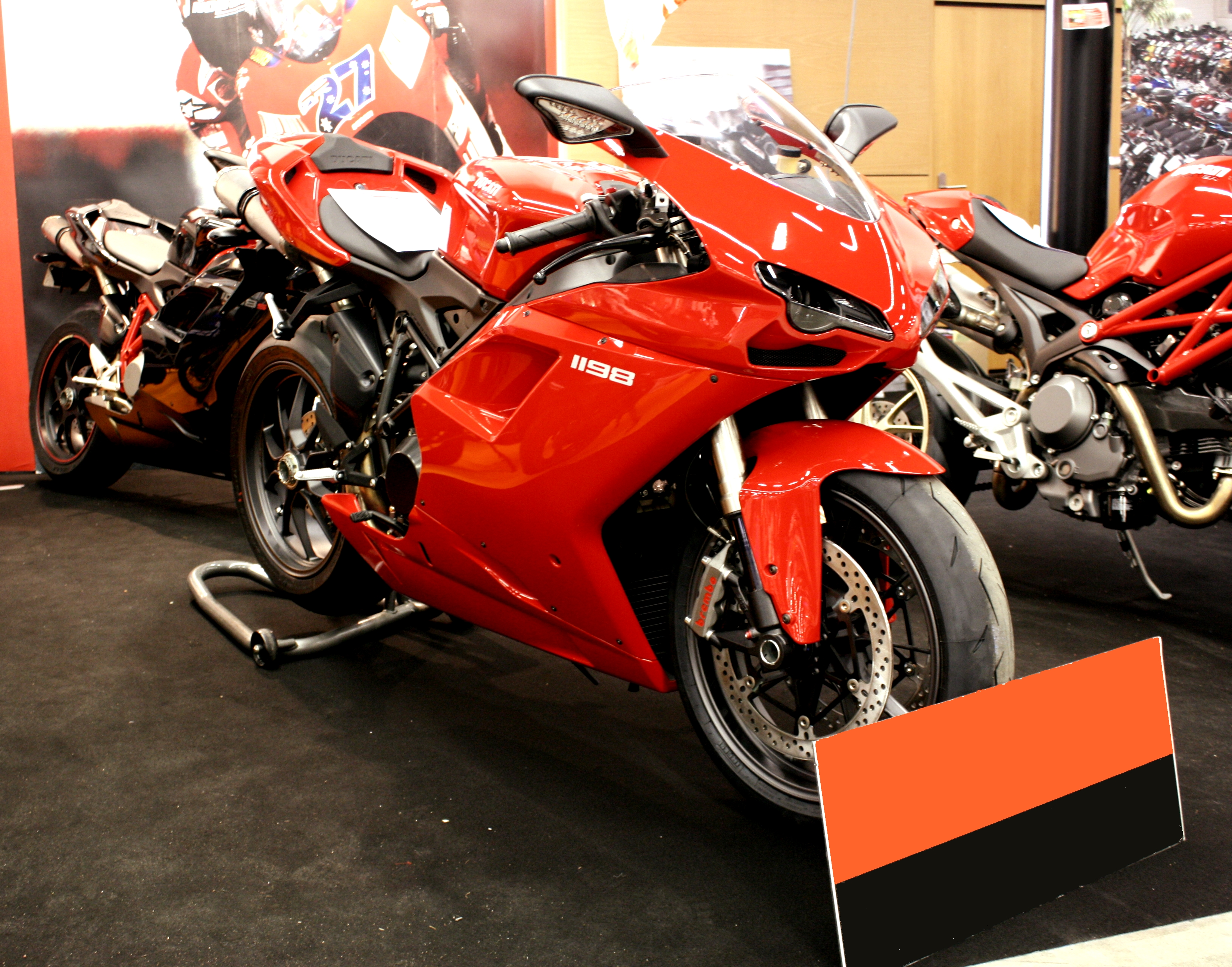
1198

Lors du même salon, la 1098 et la 1098S sont remplacés par les 1198 et 1198S, reprenant le moteur de la 1098R. Il est néanmoins dégonflé pour offrir 170 chevaux à 9750 tr/min et 13,2 mkg à 8000 tr/min. La partie cycle est exactement la même que sur la 1098. Sur la 1198S, comme sur la 1098S, les suspensions Öhlins remplacent les Showa. La 1198S gagne aussi des jantes Marchesini plus légères. Le constructeur annonce 171 et 169 kg à sec respectivement pour la 1198 et la 1198S.